# Teatr Stary w Bolesławcu
Teatr Stary w Bolesławcu – budynek powstały w 1857, zlokalizowany w Bolesławcu, w województwie dolnośląskim, w Polsce. Był on do 1944 siedzibą stałego zespołu teatralnego. Obecnie, po modernizacji, jest wykorzystywany między innymi przez grupy teatralne w ramach Młodzieżowego Domu Kultury w Bolesławcu i do organizacji uroczystości powiatowych.
Obiekt wpisany do rejestru zabytków – nr rej.: A/1042 (z 31.01.2008).

## Historia
Teatr powstał w 1857 jako Stadttheater, w wyniku przebudowy dawnego arsenału miejskiego. Budynek teatru w Bolesławcu był pierwszą reprezentacyjną budowlą powstałą przy promenadzie otaczającej centrum starego miasta, przy której budowano okazałe wille oraz budowle publiczne, takie jak muzeum, odeon i gimnazjum. Otwarty 25 grudnia 1857 obiekt liczył około 400 miejsc siedzących i 250 stojących. W latach 1885–1886 został poddany znacznej przebudowie. Pracami kierowali Wilhelm Doerich i Richard Schiller. Ponowne otwarcie nastąpiło 3 października 1886. Teatr mieścił wówczas 550 widzów. W 1913 architekt miejski Ernst Balzer przebudował część sceniczną z miejscem dla orkiestry, a 10 lat później zainstalowano tu sprzęt kinowy.
Od kwietnia 1925 Bolesławiec był siedzibą korporacji teatralnej Schlesisches Landestheater von Bunzlau. Był to krajowy teatr regionalny o stałym zespole. Miał on charakter objazdowy.
Po dojściu do władzy nazistów, teatry objazdowe na Dolnym Śląsku skupiono w spółce Schlesische Landesbühne GmbH z siedzibą we Wrocławiu. Utrzymywano trzy zespoły sceniczne, liczące od 50 do 60 osób (aktorów i personelu pomocniczego). Zespoły te miały siedziby w Brzegu, Bolesławcu i Głogowie. Spektakle wystawiane były m.in. w małych miastach w promieniu kilkudziesięciu kilometrów.
Po 1945 nie wznowiono tu stałej działalności teatralnej, a w latach 70. XX w. budynek został przekazany na potrzeby działalności Młodzieżowego Domu Kultury. Następował powolny upadek i utrata znaczenia tego miejsca, w którym teatry występowały sporadycznie i coraz rzadziej.
Po 1999 właścicielem teatru zostało starostwo powiatowe. W 2007 budynek w trybie natychmiastowym wyłączono z użytkowania. W tej sytuacji podjęto decyzję o rewitalizacji teatru. 23 marca 2012 roku zakończono związane z tym prace. Ich realizacja nastąpiła kosztem 7 mln złotych w ramach projektu współfinansowanego przez Unię Europejską.
Obecnie teatr nie posiada stałego zespołu artystów.

## Literatura
- Katarzyna Maczel, Życie teatralne w Bolesławcu, Wydawnictwo „Proart”, Bolesławiec, 2007. ISBN 978-83-924484-2-6.